# Erik Larsen (veslač)
Erik Christian Larsen, danski veslač, * 20. februar 1928, Herfølge, † 10. april 1952, Ringberg.
Larsen je za Dansko nastopil na Poletnih olimpijskih igrah 1948 v Londonu kot član danskega četverca s krmarjem in osvojil bronasto medaljo.